# Старые сады
Старые сады — историческая местность (урочище) в центре Москвы в Басманном районе. Вместе с Хитровкой, урочищем Глинище, урочищем Кулишки, Хохловкой и Подкопаями входит в ансамбль исторического района Ивановская горка. Название происходит от находившихся здесь великокняжеских садов XV века.

## История

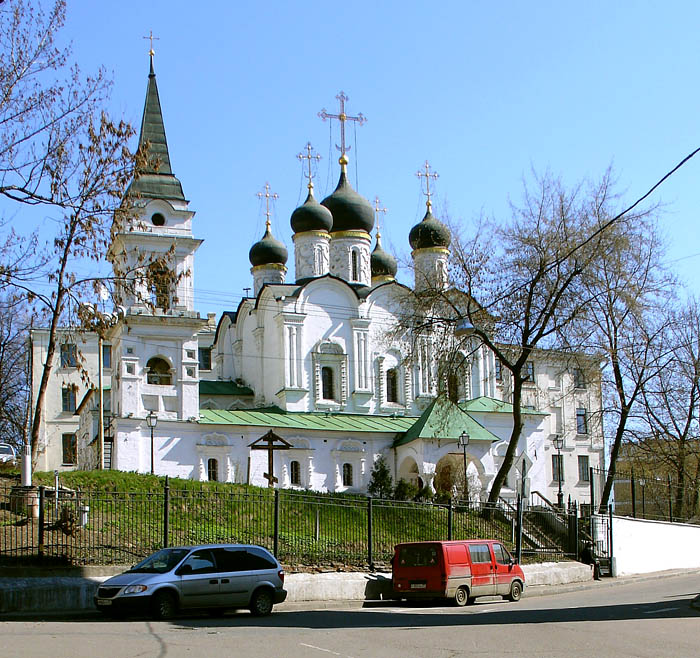
Храм Святого равноапостольного князя Владимира в Старых Садех, 2007

В этой местности великий князь Василий I поручил построить летний загородный дворец с деревянной домовой церковью, известный по документам 1423 и 1488 гг. Новый княжеский двор окружали фруктовые сады, разбитые на склонах холма. Рядом с садами располагались княжеские конюшни. Дворец был впервые упомянут в духовной грамоте Василия I и находился примерно на месте нынешней Исторической библиотеки в Старосадском переулке.
Разведеніе садовъ издревле было любимымъ занятіемъ русскихъ людей, начиная съ царей. Церковь Св. Владиміра носить названіе «въ старыхъ садѣхъ» (садахъ), существованіе которыхъ относять къ XIV—XV вв., а площадь, нынѣ занимаемая Воспитательнымъ домомъ, называлась раньше Государевъ садъ, потомъ Васильевскій садъ или лужокъ и была отдана впослѣдствіи на откупъ садовникамъ и огородникамъ, о чемъ свидѣтельствуютъ сохранившіяся записи. Между прочимъ, вся мѣстность по ту сторону Москвы-рѣки называется Садовниками отъ бывшихъ тамъ садовъ.
Во время правления Ивана III великокняжеские сады были расширены до нынешнего Воронцова поля, где был построен второй дворец. Таким образом, сады разделились на Новые (те, что на Воронцовом поле) и Старые.
Нельзя не остановиться на предложеніи, что у церкви Владиміра … могло быть село Володимірское, такъ какъ упоминаній о другихъ церквахъ во имя того же святого не приходится встрѣчать, а въ духовной грамотѣ В. К. Іоанна Васильевича (1504) о раздѣлѣ имѣнья дѣтямъ сказано: «да ему жъ даю… село Воробьево и съ Володимірскимъ», села же получали свои названія обычно отъ церквей.
Сменивший Ивана III на престоле Василий III проводил время как в новом Воронцовском дворце, так и в Старом. В 1514 году великий князь повелел построить в Москве 11 каменных церквей, в числе которых на месте упомянутой домовой деревянной церкви Алевизом Фрязином был возведен Храм Святого равноапостольного князя Владимира в Старых Садех.

Иван IV Грозный же предпочитал для «государского прохладу и летования» Воронцово, поэтому значение Старосадского дворца постепенно сошло на нет. Воронцово вошло в опричнину, а Старые Сады в земщину, что впоследствии повлияло на архитектурный облик последних. В конце XVI века Старые Сады и Кулишки вошли в черту Белого города и были отданы под частную застройку. Сюда переселилась выселенная из опричных земель знать. С тех времен здесь сохранилось несколько палат XVII века и белокаменных подклетов. 
Незаселенность Государева сада въ давнія времена, впрочемъ, очень сомнительна, если судить по планамъ Массы, такъ назыв. Синизмундовскаго, Олеарія и др., но указать, съ какого времени вся эта мѣстность вновь превратилась въ пустырь и оставалась таковымъ до времени постройки Воспитательнаго дома, затруднительно. На планѣ 1739 года, т.-е. Черезъ 100 лѣтъ послѣ Олеарія, здѣсь можно видѣть обозначенія, свидѣтельствующія о присутствіи болота и кустарниковъ.
В наше время отголосками исторического назначения места могут считаться небольшой террасированный сад при Церкви Святого Владимира в Старых Садех, выходящий на ул. Забелина, и Морозовский сад, из которого открывается прекрасный вид на окрестности.

## Топонимы
- Старосадский переулок
- Храм Святого равноапостольного князя Владимира в Старых Садех

## Достопримечательности
- Храм Святого равноапостольного князя Владимира в Старых Садех
- Палаты Мазепы
- Жилой дом И. Е. Салтыкова с палатами XVII века — Старосадский пер., д.8с1; памятник архитектуры (федеральный)
- Палаты Украинцева
- Городская усадьба Юргенсона
- Палаты Шуйских
- Дом-мастерская Левитана
- Городская усадьба А. Л. Кнопа